# Ruban de masquage
 (mars 2017).
Si vous disposez d'ouvrages ou d'articles de référence ou si vous connaissez des sites web de qualité traitant du thème abordé ici, merci de compléter l'article en donnant les références utiles à sa vérifiabilité et en les liant à la section « Notes et références ».

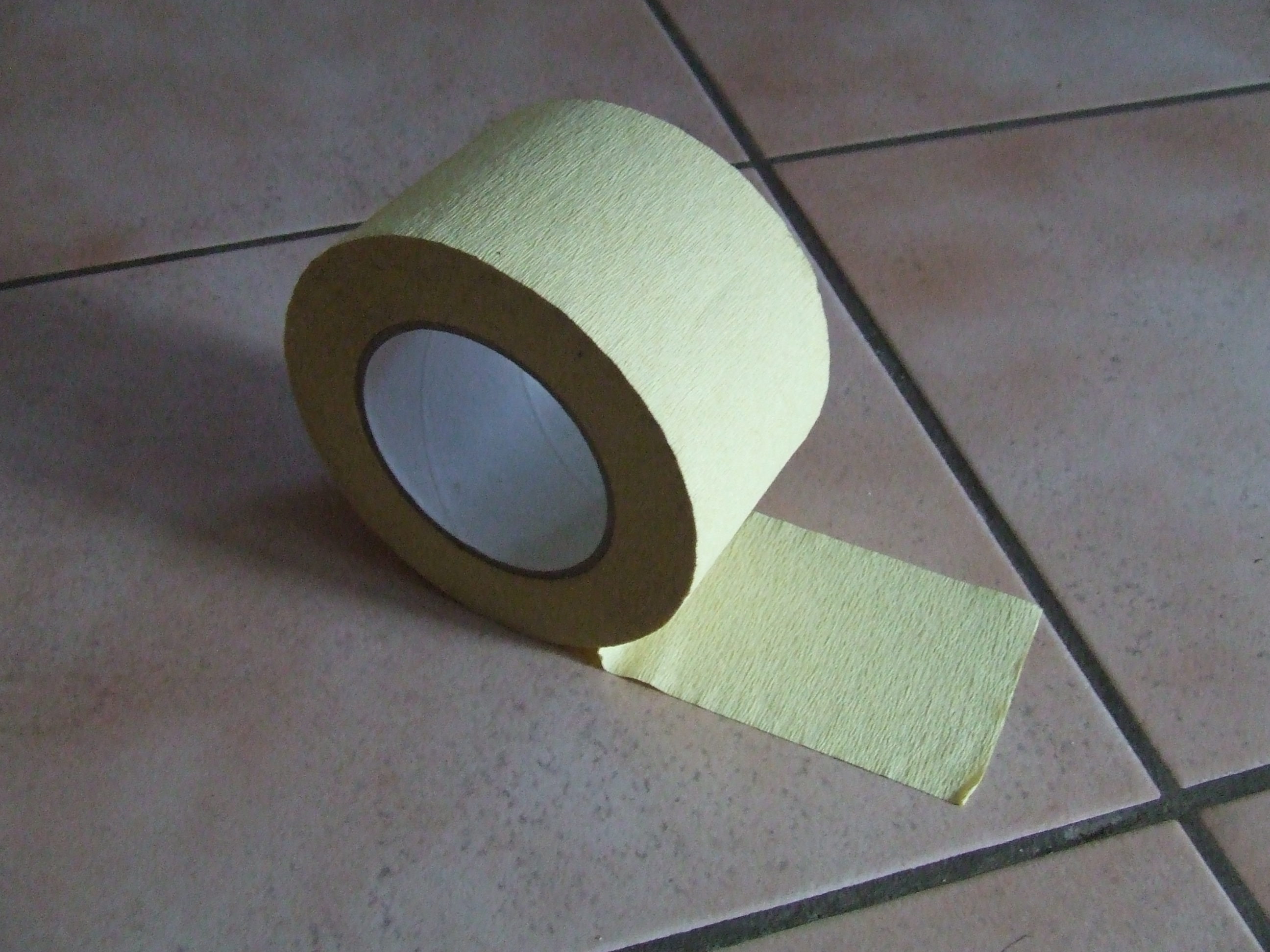
Ruban de masquage

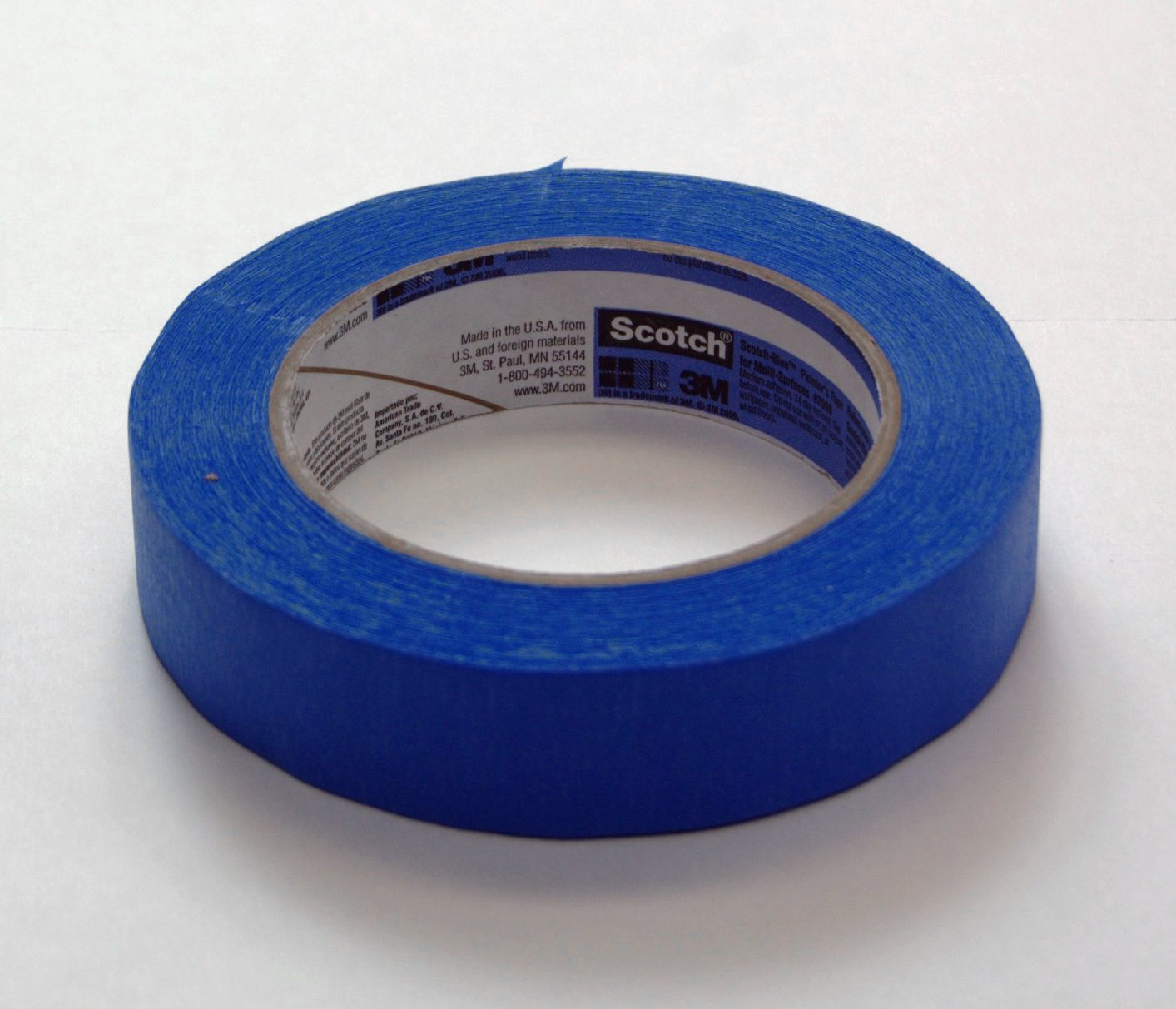
Ruban de peintre, un type de ruban de masquage généralement utilisé pour la peinture.

Un ruban de masquage, ou ruban à masquer, aussi connu sous l'antonomase de scotch de masquage, est une bande adhésive principalement utilisée en peinture, pour protéger en les masquant les zones qui ne doivent pas être peintes. Les bandes commercialisées ont diverses largeurs adaptées aux usages possibles.
La quantité et l'adhérence de la colle sur la bande sont ajustées de telle sorte que le ruban soit facile à retirer sans abîmer la surface sur laquelle il est posé, sans laisser de résidus. L'adhérence est précisée au moyen d'une échelle de 1 à 100. La plupart des opérations de peinture nécessite une bande de niveau 50[réf. nécessaire].

## Histoire
Le ruban de masquage a été inventé en 1925 par Richard Drew, employé chez 3M. Drew observa la difficulté qu'avaient les fabricants d'automobiles à retirer les rubans adhésifs utilisés pour la peinture des voitures : l'adhésif était trop puissant et abîmait la peinture déjà en place, ce qui induisait des retouches coûteuses. Richard Drew a alors saisi l'occasion de créer une bande ayant une colle plus adaptée.